# Jansen (Nebraska)
Jansen és una població dels Estats Units a l'estat de Nebraska. Segons el cens del 2000 tenia 143 habitants.

## Demografia
Segons el cens del 2000, Jansen tenia 143 habitants, 65 habitatges, i 38 famílies. La densitat de població era de 251 habitants per km².
Dels 65 habitatges en un 26,2% hi vivien nens de menys de 18 anys, en un 47,7% hi vivien parelles casades, en un 6,2% dones solteres, i en un 41,5% no eren unitats familiars. En el 36,9% dels habitatges hi vivien persones soles el 26,2% de les quals corresponia a persones de 65 anys o més que vivien soles. El nombre mitjà de persones vivint en cada habitatge era de 2,2 i el nombre mitjà de persones que vivien en cada família era de 2,89.
Per edats la població es repartia de la següent manera: un 25,9% tenia menys de 18 anys, un 6,3% entre 18 i 24, un 26,6% entre 25 i 44, un 14,7% de 45 a 60 i un 26,6% 65 anys o més.
L'edat mediana era de 39 anys. Per cada 100 dones de 18 o més anys hi havia 92,7 homes.
La renda mediana per habitatge era de 28.906 $ i la renda mediana per família de 28.906 $. Els homes tenien una renda mediana de 23.750 $ mentre que les dones 22.500 $. La renda per capita de la població era de 12.091 $. Aproximadament el 4,9% de les famílies i el 7,5% de la població estaven per davall del llindar de pobresa.

## Poblacions més properes
El següent diagrama mostra les poblacions més properes.